# 方先之旧居
方先之旧居是天和医院骨科医师，天津骨科医院院长，天和医院院长，天津市九三学社副主委、中国全国人大代表、中国全国政协委员、天津市政协常委方先之在天津的旧居，始建于1942年，坐落于当时的天津英租界的香港道（Hong Kong Road）（今和平区睦南道109号），目前是天津市和平区文物保护单位和重点保护等级历史风貌建筑。现为办公用房，为天津市财政局办公使用。

## 建筑风格
方先之旧居为二层砖木结构英式别墅（带地下室），建筑面积为640平方米。该旧居顶部为筒瓦坡屋顶，红顶阁楼格外醒目。外立面与院墙面均为浅米色混水砂石罩面并点缀有不规则的点状水平向琉缸砖。该旧居内装修一般，但壁炉、楼梯、门窗都很有特色。